# Compact Jazz: Helen Merrill
Compact Jazz: Helen Merrill — сборник американской певицы Хелен Меррилл, выпущенный в 1987 году на лейбле Mercury Records в рамках одноимённой серии. В альбом вошли записи Меррил для Mercury с 1954 по 1958 год.

## Отзывы критиков
| Оценки критиков | Оценки критиков |
| Источник        | Оценка          |
| --------------- | --------------- |
| AllMusic        | [ 1 ]           |

Рецензент AllMusic Ричард С. Джинелл: «Этот релиз пытается подвести итог творчеству Хелен Меррилл в самый почитаемый период ее карьеры, начиная с середины 50-х годов. Однако некоторые из его приоритетов могут показаться несколько необычными. Теплый и слегка сексуальный голос Меррилл звучит в типичных для того времени небольших джазовых ансамблях с использованием струнных инструментов. Она могла легко вписаться как в стиль крутого суперхипового джаза, так и в коммерческие реалии того времени, что делает ее музыку легкой для восприятия. Несмотря на репрезентативное количество треков из ее исторического сотрудничества с Клиффордом Брауном, Mercury допустили ошибку, включив только один трек („I’m a Fool to Want You“) из её альбома 1956 года с Гилом Эвансом. Эта пластинка вернула имя великого аранжировщика на музыкальную карту. Однако для тех, кто просто хочет познакомиться с творчеством Меррилл и не является коллекционером, этот релиз может стать отличным началом»..

## Список композиций
1. «You’d Be So Nice to Come Home To» (Коул Портер) — 4:18
2. «’S Wonderful» (Джордж Гершвин, Айра Гершвин) — 3:13
3. «Falling in Love with Love» (Лоренц Харт, Ричард Роджерс) — 3:53
4. «Just You Just Me» (Джон В. Грин, Рэймонд Клейджес) — 3:35
5. «When I Fall in Love» (Эдвард Хейман, Виктор Янг) — 3:20
6. «I’m a Fool To Want You» (Джоэл Херрон, Фрэнк Синатра, Джек Вольф) — 4:08
7. «Black Is the Color of My True Love’s Hair» (народная) — 2:51
8. «Softly As In the Morning Sunrise» (Оскар Хаммерстайн II, Зигмунд Ромберг) — 3:18
9. «Bye Bye Blackbird» (Морт Диксон, Рэй Хендерсон) — 2:55
10. «Summertime» (Джордж Гершвин, Дюбоз Хейуорд) — 3:25
11. «All of You» (Коул Портер) — 3:31
12. «The Nearness of You» (Коул Портер) — 4:02
13. «What’s New» (Джонни Берк, Боб Хаггарт) — 4:58
14. «Don’t Explain» (Билли Холидей, Артур Херцог мл.) — 5:10